# Aeroporto de Kiel
O Aeroporto de Kiel (em alemão:  Flughafen Kiel e em inglês:  Kiel Airport; código IATA: KEL, código ICAO: EDHK) está situado em Holtenau, a 8 km do centro da cidade de Kiel, na Alemanha. Está localizado no lado oeste do fiorde de Kiel, a norte da entrada do canal de Kiel. É um pequeno aeroporto regional, não dispondo desde 2006 de tráfego regular comercial.

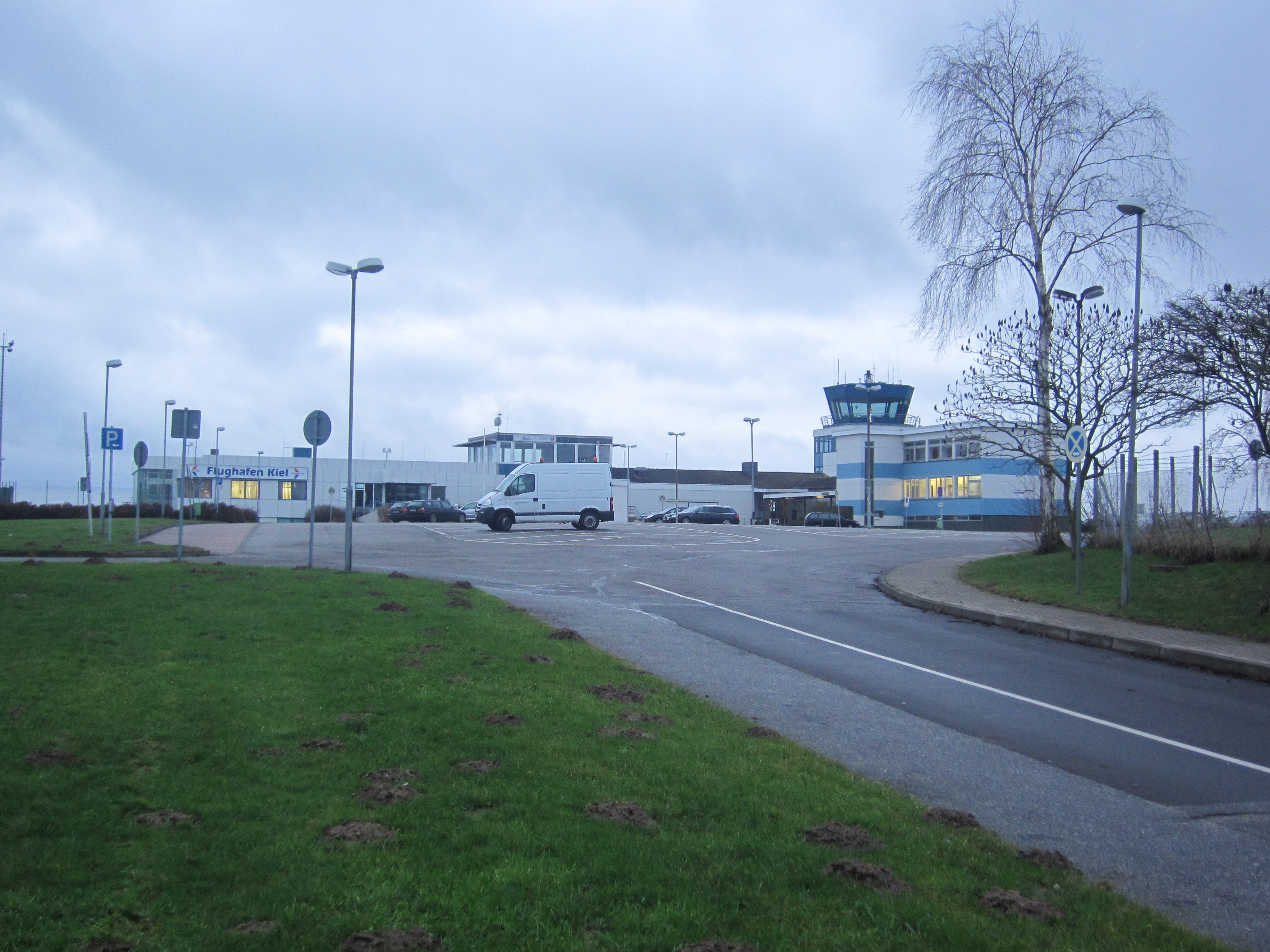
Receção
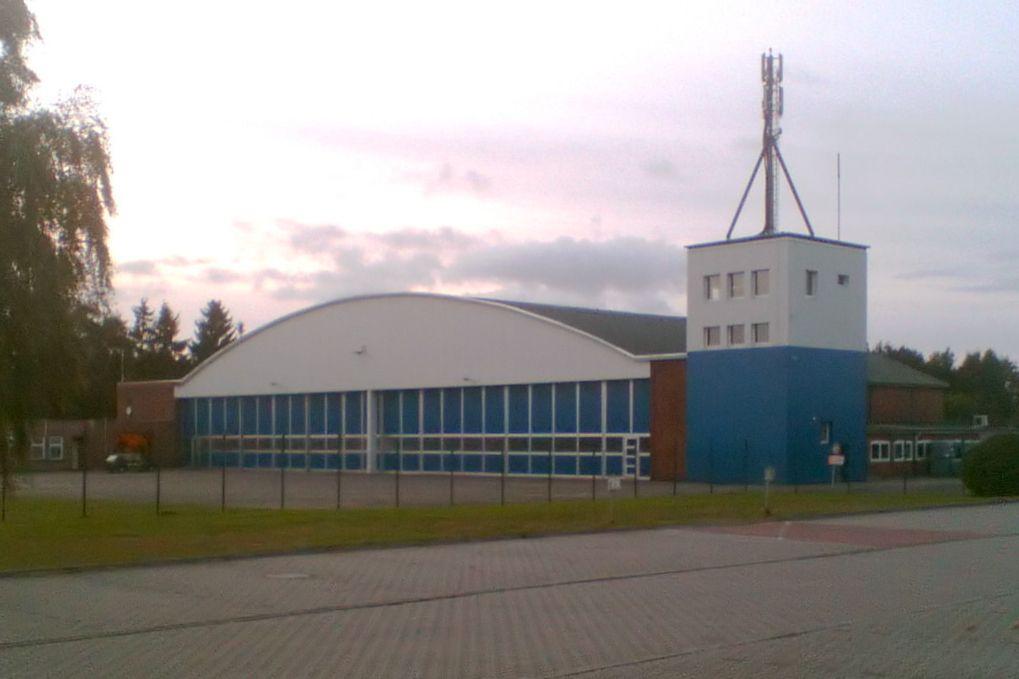
Hangar